# Damián Zadel
Damián Alberto Zadel (Rosario, Provincia de Santa Fe, Argentina, 20 de junio de 1987) es un futbolista argentino. Juega como marcador central y su primer equipo fue Sportivo Italiano. Actualmente milita en Defensores Unidos de la Primera Nacional.

## Trayectoria
Realizó inferiores desde chico para Club San Jose. A los 16 años en el año 1998 Fue a seguir inferiores en el Club Atlético Huracán donde jugó hasta 2007
Luego pasó al Sportivo Italiano en 2008 en donde debutó por primera vez. Empató con el Temperley. Zadel iba a salir campeón en el 2009 siguiendo con el Sportivo Italiano de la  Primera B Metropolitana.
En 2011, luego de cuatro años en Club Sportivo Italiano va a ser transferido al Club Sportivo Rivadavia (Venado Tuerto). Siendo artífice de ese once inicial, llegaron a la final ante el club Studebacker (Villa Cañas) donde Sportivo Rivadavia no logró alcanzar el título, pero el año próximo llegó a la final del Torneo del Interior, ganándole a River de Embarcación logrando el ascenso. 

## Clubes
| Club                           | País      | Año       |
| ------------------------------ | --------- | --------- |
| Sportivo Italiano              | Argentina | 2008-2011 |
| Sportivo Rivadavia (VT)        | Argentina | 2011-2017 |
| Libertad de Sunchales          | Argentina | 2018      |
| Juventud Unida de Gualeguaychú | Argentina | 2018-2021 |
| Defensores Unidos              | Argentina | 2021-     |

## Palmarés

### Campeonatos nacionales
| Título                  | Club                    | País      | Año  |
| ----------------------- | ----------------------- | --------- | ---- |
| Primera B Matropolitana | Sportivo Italiano       | Argentina | 2009 |
| Torneo del Interior     | Sportivo Rivadavia (VT) | Argentina | 2012 |